# Lodowiec zboczowy
Lodowiec zboczowy – typ lodowca, który pokrywa stok, zbocza górskie. Lodowce tego rodzaju mają duże i stałe nachylenie, a ich profil jest przeważnie wklęsły lub płaski, jedynie w części dolnej sporadycznie wypukły. Zsuwające się po powierzchni takiego lodowca odłamki skalne tworzą u jego dolnego końca tzw. morenę zsypiskową. 